# 普塔拉姆
普塔拉姆（Puthalam），是印度泰米尔纳德邦甘尼亚古马里县的一个城镇。总人口11828（2001年）。

## 人口
该地2001年总人口11828人，其中男性5922人，女性5906人；0—6岁人口1183人，其中男583人，女600人；识字率82.50%，其中男性为85.02%，女性为79.97%。